# Tautvydas Lydeka
Tautvydas Lydeka (Druskininkai, 13 ottobre 1983) è un ex cestista lituano.
Era un centro di 208 cm per 115 kg.

## Carriera
Dopo due stagioni in patria, con la maglia del LKKA Rustenda, si è trasferito in Ucraina, al BC Dnipro, dove è rimasto dal 2005 al 2007. Ha iniziato il campionato 2007-08 nei Paesi Bassi, all'Hanzevast Capitals Groningen, ma è passato, nel corso della stessa annata, prima in Grecia, all'Olimpia Patrasso, e poi in Bosnia, dove, con la maglia del KK Igokea, ha chiuso la stagione con 10,1 punti e 6 rimbalzi di media, ottenendo buone percentuali sia da due (58%) sia dalla lunetta (73%).
Nel 2008 il lungo lituano è arrivato a Cantù, dove ha ben impressionato al suo esordio nel campionato tricolore, facendo registrare 5,4 punti (con il 55,8% da due) e 4,4 rimbalzi di media nei 12,7 minuti giocati per gara.
Nella stagione 2010-11 ha giocato per la Victoria Libertas Pesaro.
Il 23 dicembre 2015 la Victoria Libertas Pesaro ne ufficializza il ritorno.
Il 19 giugno 2016 passa alla Dinamo Sassari.
Nel febbraio 2018, dopo essersi svincolato dal club francese del Limoges, firma per la New Basket Brindisi, sostituendo il partente Cady Lalanne.